# Naked & Sweet
『Naked & Sweet』（ネイキット・アンド・スイート）は、CHARAの5枚目のベスト・アルバム。2016年11月16日に、キューンミュージックから発売。規格品番：KSCL-30028/31（初回限定盤）・KSCL-30032/4（通常盤）。

## 概要
アルバムキャッチコピーは “愛とか恋とか、ぜんぶ。” 。
デビュー25周年を記念して、前作『Junior Sweet』のデジタルリマスター盤に続く25周年記念プロジェクト第二弾は、レーベルの垣根を越えた自身初のオールタイム・ベスト・アルバム（Epic/Sony 〜 UNIVERSAL 〜 Ki/oon Music）。初の3枚組ベスト・アルバムでもあり、全45曲が自身により厳選されている。自身が出演した映画『スワロウテイル』内の空想バンド、YEN TOWN BAND名義でリリースされた楽曲も3曲収録されている。
初回限定盤及び通常盤及び通常盤には、リマスタリングが施され、高品質ディスクのBlu-spec CD2が採用されている。
初回限定盤には、本作リリース1週間前の11月11日に1日限りで上映された『1994.11.11.CHARA「Happy Toy Tour」in 日本武道館』の模様を本邦初のソフト化したDVDが付属している。

### キャンペーン
本作発売を記念して、発売日同日に 特設サイト を設けた。同年12月18日には、東京・渋谷マークシティにてクリスマスフリーライブイベント「Chara クリスマスミニライブ」を開催した。これは、タイアップ先でもある「Snging私色を奏でよう～」の環の企画として行われたものであり、完全未発表である新曲「Sweet Sunshine」を発売に先駆け披露した（次作『Sympathy』に収録）。年明けの2017年1月22日には本作を中心に披露された『Chara ALL TIME BEST LIVE “Tremolo Sparks”』と題した25周年記念プレミアムライブを東京都・昭和女子大学人見記念講堂にて開催、2月19日より新たなサポート・メンバーを備えて25周年記念レコ発ツアー 『Chara Naked & Sweet Soul Session』を行った。

## 収録曲
※ は、ベスト・アルバム初収録。

### Disc 1
1. No Toy ※
2. Break These Chain
3. Heaven
4. Sweet
5. No Promise ※
6. 愛の自爆装置
7. 恋をした
8. PRIVATE BEACH ※
9. Violet Blue
10. あたしなんで抱きしめたいんだろう?
11. 罪深く愛してよ
12. いや
13. Happy Toy
14. Tiny Tiny Tiny

### Disc 2
1. Swallowtail Butterfly 〜あいのうた〜 / YEN TOWN BAND
2. Sunday Park ※ / YEN TOWN BAND
3. 上海ベイベ / YEN TOWN BAND
4. ミルク
5. Junior Sweet
6. しましまのバンビ
7. タイムマシーン
8. やさしい気持ち
9. 光と私
10. Duca
11. あたしはここよ
12. 大切をきずくもの
13. 月と甘い涙
14. レモンキャンディ
15. キャラメルミルク ※
16. スカート
  - シングル・ヴァージョンはアルバム初収録。

### Disc 3
1. 初恋
2. みえるわ ※
3. 世界
4. ラブラドール
5. 片想い
6. kiss ※
7. ボクのことを知って ※
8. FANTASY
9. call me
10. あいしたいな ※
11. 才能の杖 ※
12. 蝶々結び ※
13. せつなくてごめんね ※
14. 恋文 ※
15. hug ※